# ふたりで歩こう
『ふたりで歩こう』（ふたりであるこう）は、佐藤朱美の2枚目のシングル。1996年7月21日にアポロンよりリリースされた。

## 解説
前作「いとおしい人のために」より約1年2ヵ月ぶりのシングルである。「ふたりで歩こう」は「関西ホテル物語」エンディングテーマに起用された。

## 収録曲
1. ふたりで歩こう
  - 「関西ホテル物語」エンディングテーマ
  - 作詞：佐藤朱美、作曲：芦沢和則
2. 逢いたい
  - 作詞：佐藤朱美、作曲：芦沢和則
3. ふたりで歩こう (オリジナル・カラオケ)
4. 逢いたい (オリジナル・カラオケ)